# Bashkia e Lezhës
Bashkia e Lezhës är en kommun i Albanien.   Den ligger i prefekturen Qarku i Lezhës, i den norra delen av landet, 50 kilometer norr om huvudstaden Tirana.
Trakten runt Bashkia e Lezhës består till största delen av jordbruksmark.  Runt Bashkia e Lezhës är det ganska tätbefolkat, med 144 invånare per kvadratkilometer.